# Nekrolog 1591
Nekrolog
◄◄
| ◄
| 1587
| 1588
| 1589
| 1590
| 1591 | 1592 | 1593 | 1594 | 1595 | ► | ►►
Weitere Ereignisse | Allgemeiner Nekrolog 1591
Die Beschreibung der verstorbenen Person sollte so kurz wie möglich gehalten sein und nur deren signifikante Tätigkeit(en) enthalten.
Neue Namen ggf. auch unter dem Geburts- und Sterbedatum, also etwa unter 1. Januar und im Geburts- und Sterbejahr (2024) eintragen (nur bei entsprechender großer Wichtigkeit). Für Beispiele siehe die schon vorhandenen Artikel.
Außerdem über die fünf zuletzt Verstorbenen, zu denen es einen ausreichend guten Artikel für eine Präsentation auf der Hauptseite gibt, nach der todesbedingten Überarbeitung der Artikel ggf. auch unter Wikipedia Diskussion:Hauptseite informieren und sie am besten auch in den anderen Wikipedia-Sprachversionen eintragen. Tipp: Regelmäßig bei news.google.de nach „ist tot“, „gestorben“ oder „verstorben“ suchen.
Wenn eine Person gestorben ist, gibt es viele Seiten zu dieser Person in der Wikipedia, die davon auch betroffen sind und entsprechend aktualisiert werden müssen. Beispiele: Namenübersichtsseite, Geburtsjahr, Geburtsort-Seiten und viele mehr.
Wie finde ich die betroffenen Seiten?
Im Suchfeld auf der linken Seite gibt man den Suchbegriff so ein: „Vorname Nachname“. Dann klickt man auf Volltext und alle Seiten mit entsprechendem Suchtext werden aufgerufen. Hier sieht man dann schnell, wo auch das Todesjahr Sinn macht oder sogar ein Teil des Artikels angepasst werden muss. Auch hilft das „Werkzeug“ auf der linken Seite sehr gut, um solche Seiten aufzufinden: „Links auf diese Seite“. Somit ist die Wikipedia wieder aktuell in allen Bereichen! Hinweis: bei Eintragung der Kategorie „Gestorben JAHR“ wird der Missbrauchsfilter 49 ausgelöst, was jedoch nicht schlimm ist. Siehe: Spezial:Missbrauchsfilter/49
Dies ist eine Liste von im Jahr 1591 verstorbenen bekannten Persönlichkeiten. Die Einträge erfolgen innerhalb der einzelnen Daten alphabetisch sortiert. Tiere sind im Nekrolog für Tiere zu finden.

## Januar
| Tag        | Name                        | Beruf, bekannt als                                        | Alter | Beleg |
| ---------- | --------------------------- | --------------------------------------------------------- | ----- | ----- |
| 1. Januar  | Andreas Laurentii Björnram  | schwedischer lutherischer Theologe                        |       |       |
| 7. Januar  | Jacobus de Kerle            | franko-flämischer Komponist                               |       |       |
| 13. Januar | Antonio Carafa              | Kardinal der katholischen Kirche                          | 52    |       |
| 16. Januar | Giovanni Battista di Quadro | italienischstämmiger polnischer Architekt der Renaissance |       |       |
| 25. Januar | Alexius Payos               | italienischer Steinmetzmeister der Renaissance            |       |       |
| 28. Januar | Marquard II. vom Berg       | Bischof von Augsburg                                      |       |       |
| 28. Januar | Agnes Sampson               | schottische Hebamme und Heilerin                          |       |       |

## Februar
| Tag         | Name                               | Beruf, bekannt als                                      | Alter | Beleg |
| ----------- | ---------------------------------- | ------------------------------------------------------- | ----- | ----- |
| 6. Februar  | Anna Sophia von Preußen            | Herzogin zu Mecklenburg                                 | 63    |       |
| 12. Februar | Hieronymus Opitz der Ältere        | deutscher lutherischer Theologe                         |       |       |
| 14. Februar | François de Beaucaire de Péguillon | französischer Theologe und Historiker, Bischof von Metz | 76    |       |
| 23. Februar | Antoine de Chandieu                | französisch-schweizerischer Reformator                  |       |       |
| 23. Februar | Hans Walther von Gemmingen         | Besitzer von Schloss Presteneck                         |       |       |
| 25. Februar | Johann Thomas von Spaur            | Bischof von Brixen                                      |       |       |
| 27. Februar | Vespasiano Gonzaga                 | italienischer Adliger                                   | 59    |       |

## März
| Tag      | Name                        | Beruf, bekannt als                                                               | Alter | Beleg |
| -------- | --------------------------- | -------------------------------------------------------------------------------- | ----- | ----- |
| 11. März | Bernhard von Waldeck        | Bischof von Osnabrück (1585–1591)                                                |       |       |
| 17. März | Cordt Wolters               | Ratsherr der Hansestadt Lübeck und Unteradmiral der Lübecker Flotte              |       |       |
| 18. März | Giovanni Antonio Serbelloni | italienischer Kardinalbischof und Kirchenpolitiker, Konzilslegat und -präsident  |       |       |
| 18. März | David Willmann              | deutscher lutherischer Theologe                                                  |       |       |
| 26. März | William Daman               | englischer Musiker und Komponist                                                 |       |       |
| März     | Jost Amman                  | Schweizer Zeichner, Kupferätzer und -stecher, Formschneider, Maler und Buchautor |       |       |
| März     | Ludwig Eisenberger          | Amtmann im Amt Ortenberg und Amt Wehrheim                                        | 49    |       |

## April
| Tag       | Name                 | Beruf, bekannt als                                       | Alter | Beleg |
| --------- | -------------------- | -------------------------------------------------------- | ----- | ----- |
| 9. April  | Aemilia von Sachsen  | Frau des Ansbacher Markgrafen Georg des Frommen          | 74    |       |
| 11. April | Levinus Battus       | deutscher Mediziner                                      | 45    |       |
| 15. April | Gian Girolamo Albani | Kardinal der katholischen Kirche                         | 87    |       |
| 20. April | Georg Palma          | deutscher Mediziner                                      | 48    |       |
| 21. April | Sen no Rikyū         | japanischer Teemeister der Sengoku-Zeit                  |       |       |
| 22. April | Georg Hitzler        | deutscher Philologe und Rhetoriker sowie Hochschullehrer | 62    |       |
| 25. April | Basilius Amerbach    | Schweizer Jurist und Kunstsammler                        | 57    |       |
| 26. April | Marco Bragadino      | venezianischer Alchemist und Hochstapler                 |       |       |
| 28. April | Ippolito de’ Rossi   | Kardinal der Römischen Kirche                            | 59    |       |

## Mai
| Tag     | Name               | Beruf, bekannt als                                                   | Alter | Beleg |
| ------- | ------------------ | -------------------------------------------------------------------- | ----- | ----- |
| 3. Mai  | Antonio Abondio    | italienischer Medailleur und Wachsbossierer                          |       |       |
| 4. Mai  | Hugo Donellus      | französischer Jurist, Professor der Rechte                           | 63    |       |
| 15. Mai | Dmitri Iwanowitsch | russischer Zarewitsch, letzter Rurikide                              | 8     |       |
| 20. Mai | Andreas Wiedemann  | Abt des Klosters Neuzelle, Generalvikar der böhmischen Ordensprovinz |       |       |
| 23. Mai | John Blitheman     | englischer Komponist                                                 | ≈66   |       |

## Juni
| Tag      | Name                 | Beruf, bekannt als                | Alter | Beleg |
| -------- | -------------------- | --------------------------------- | ----- | ----- |
| 4. Juni  | Johannes V. Haupt    | deutscher Kartäuserprior          |       |       |
| 21. Juni | Aloisius von Gonzaga | italienischer Jesuit und Heiliger | 23    |       |

## Juli
| Tag      | Name                              | Beruf, bekannt als                                          | Alter | Beleg |
| -------- | --------------------------------- | ----------------------------------------------------------- | ----- | ----- |
| 1. Juli  | William Douglas, 9. Earl of Angus | schottischer Adliger                                        |       |       |
| 2. Juli  | George Beesley                    | englischer Priester, Märtyrer und Seliger                   |       |       |
| 2. Juli  | Vincenzo Galilei                  | italienischer Lautenist, Musikwissenschaftler und Komponist |       |       |
| 10. Juli | Anna von Hessen                   | Pfalzgräfin von Zweibrücken                                 | 61    |       |
| 17. Juli | Simon Pauli                       | deutscher lutherischer Theologe                             | 56    |       |
| 18. Juli | Jacobus Gallus                    | Renaissance-Komponist                                       | 40    |       |
| 22. Juli | Anastasius Demler                 | deutscher Jurist                                            | 70    |       |
| 30. Juli | Andreas Pevernage                 | franko-flämischer Komponist und Kapellmeister               |       |       |

## August
| Tag        | Name                | Beruf, bekannt als                                                   | Alter | Beleg |
| ---------- | ------------------- | -------------------------------------------------------------------- | ----- | ----- |
| 4. August  | François de La Noue | französischer Hugenottenführer und Schriftsteller                    |       |       |
| 15. August | Johannes Posselius  | deutscher Lehrer und Professor für griechische Sprache und Literatur |       |       |
| 18. August | Bernardino Campi    | italienischer Maler                                                  |       |       |
| 18. August | Georg Seiblin       | Jurist, Kanzler und Diplomat des Hochstifts Worms                    | 61    |       |
| 20. August | Francesco Terzio    | italienischer Maler und Graveur                                      |       |       |
| 23. August | Luis de León        | spanischer Poet, Humanist und Übersetzer                             |       |       |
| 23. August | Afra von Staudach   | Äbtissin von Stift St. Georgen am Längsee                            |       |       |
| 26. August | Cornelius Freundt   | deutscher Komponist und Kantor                                       |       |       |

## September
| Tag           | Name                  | Beruf, bekannt als                                                   | Alter | Beleg |
| ------------- | --------------------- | -------------------------------------------------------------------- | ----- | ----- |
| 3. September  | Francisco Avellaneda  | italienischer römisch-katholischer Geistlicher                       |       |       |
| 7. September  | Heinrich Sudermann    | Jurist und erster Syndicus der Hanse                                 | 71    |       |
| 10. September | Richard Grenville     | englischer Entdeckungsreisender, Seemann und Soldat                  | 49    |       |
| 12. September | Kaspar Bienemann      | deutscher Theologe und Dichter                                       | 51    |       |
| 16. September | Peder Aagesen         | dänischer Philologe                                                  |       |       |
| 16. September | Heinrich Weyer        | Mediziner und Leibarzt zweier Trierer Kurfürsten                     |       |       |
| 19. September | Alfonso von Orozco    | spanischer Augustiner, Priester und Heiliger der katholischen Kirche | 90    |       |
| 23. September | Fabian von Schoenaich | Offizier                                                             | 83    |       |
| 25. September | Christian I.          | Kurfürst von Sachsen                                                 | 30    |       |
| 29. September | Daniel Greser         | lutherischer Theologe                                                | 86    |       |
| 29. September | Johann II.            | Graf von Ostfriesland (1561–1591)                                    | 53    |       |

## Oktober
| Tag         | Name                                   | Beruf, bekannt als                                                                                   | Alter | Beleg |
| ----------- | -------------------------------------- | --- | ----- | ----- |
| 3. Oktober  | Vincenzo Campi                         | italienischer Maler                                                                                  |       |       |
| 6. Oktober  | Leonhard Rosen                         | deutscher Zisterzienserabt                                                                           | 59    |       |
| 15. Oktober | Otto Heinrich von Braunschweig-Harburg | Erbprinz von Braunschweig-Lüneburg-Harburg                                                           | 36    |       |
| 11. Oktober | Georg Ludwig von Seinsheim             | kaiserlicher Rat, Mitglied des Reichshofrats, Feldmarschall und Obrist des fränkischen Reichskreises | 77    |       |
| 16. Oktober | Gregor XIV.                            | Papst (1590–1591)                                                                                    | 56    |       |
| 18. Oktober | Otto von Wolmeringhausen               | hessischer, westfälischer und waldeckischer Rat                                                      |       |       |
| 21. Oktober | Ernst von Mengersdorf                  | Bischof von Bamberg                                                                                  |       |       |
| Oktober     | Franciscus Omichius                    | deutscher Pädagoge, Rektor und Schriftsteller                                                        |       |       |

## November
| Tag          | Name                         | Beruf, bekannt als                                    | Alter | Beleg |
| ------------ | ---------------------------- | ----------------------------------------------------- | ----- | ----- |
| 6. November  | Martino Longhi der Ältere    | italienischer Architekt                               |       |       |
| 13. November | Jacob Bacmeister             | deutscher Hebraist und lutherischer Theologe          | 29    |       |
| 18. November | Benedikt Schlicker           | deutscher Kaufmann und Ratsherr der Hansestadt Lübeck |       |       |
| 30. November | Johan Gregor van der Schardt | Bildhauer der Spätrenaissance                         |       |       |

## Dezember
| Tag          | Name                      | Beruf, bekannt als                                     | Alter | Beleg |
| ------------ | ------------------------- | ------------------------------------------------------ | ----- | ----- |
| 2. Dezember  | Esrom Rüdinger            | deutscher Philologe, Pädagoge, Physiker und Historiker | 68    |       |
| 3. Dezember  | Matthäus Vogel            | deutscher evangelischer Theologe                       | 72    |       |
| 14. Dezember | Johannes vom Kreuz        | spanischer Dichter, Mystiker und Kirchenlehrer         | 49    |       |
| 17. Dezember | Elisabeth von Doberschütz | deutsche Adlige, als Hexe hingerichtet                 |       |       |
| 23. Dezember | Giovanni Vincenzo Gonzaga | italienischer Kardinal                                 | 51    |       |
| 29. Dezember | Hans von Gemmingen        | Deutschordenskomtur in Münnerstadt                     |       |       |
| 30. Dezember | Innozenz IX.              | Papst                                                  | 72    |       |
| 31. Dezember | Erhard Liechti            | Schweizer Uhrmacher                                    |       |       |

## Datum unbekannt
| Tag | Name                           | Beruf, bekannt als                                                       | Alter | Beleg |
| --- | ------------------------------ | ------------------------------------------------------------------------ | ----- | ----- |
|     | Eberhard Bidembach der Jüngere | deutscher lutherischer Theologe                                          |       |       |
|     | Jakob Bidembach                | deutscher lutherischer Theologe                                          |       |       |
|     | Crispin van den Broeck         | flämischer Maler, Kupferstecher und Architekt                            |       |       |
|     | Joan Brudieu                   | katalanischer Komponist und Kirchenmusiker                               |       |       |
|     | Matthias Budde                 | pommerscher Adliger, dänischer Diplomat, Statthalter auf Ösel            |       |       |
|     | Luis de Carvajal y de la Cueva | Gründer und Gouverneur von Nuevo León                                    |       |       |
|     | François de Coligny            | französischer Adeliger, Kommandant und Hugenottenführer                  |       |       |
|     | Jacopo Coppi                   | italienischer Maler                                                      |       |       |
|     | Jakob Dammann                  | deutscher lutherischer Geistlicher, Reformator der Grafschaft Schaumburg |       |       |
|     | Johann Fischart                | deutscher Schriftsteller                                                 |       |       |
|     | Veronica Franco                | italienische Dichterin und Kurtisane                                     |       |       |
|     | Georg Gerle                    | aus dem Allgäu stammender Lautenmacher                                   |       |       |
|     | Gaspar Gil Polo                | spanischer Dichter und Sänger                                            |       |       |
|     | Hans Hase                      | Dresdner Ratsherr und Bürgermeister                                      |       |       |
|     | Isaak Haßler                   | deutscher, evangelisch-lutherischer Kirchenorganist                      |       |       |
|     | Thomas Mitis                   | Dichter, Lehrer und Verleger                                             |       |       |
|     | Joseph ben Mordechai Gershon   | polnischer Talmudist                                                     |       |       |
|     | Kara Üveys Pascha              | osmanischer Würdenträger                                                 |       |       |
|     | Andreas Kellner                | deutscher Buchdrucker                                                    |       |       |
|     | Gerhard Kleinsorgen            | kurfürstlicher Beamter und Historiker                                    |       |       |
|     | Muhammad Urfi                  | indischer Dichter                                                        |       |       |
|     | Francesco Paciotto             | italienischer Architekt                                                  |       |       |
|     | Gregor Pauli                   | unitarischer Schriftsteller und Theologe                                 |       |       |
|     | Metke Poleuer                  | deutsche Frau, die aufgrund des Vorwurfs der Hexerei hingerichtet wurde  |       |       |
|     | Sebastian Preißler             | deutscher Unternehmer                                                    |       |       |
|     | Neveling von der Recke         | Landkomtur von Westfalen                                                 |       |       |
|     | António Ribeiro Chiado         | portugiesischer Dramatiker und Dichter der Renaissance                   |       |       |
|     | Georg Schomann                 | unitarischer Theologe                                                    |       |       |
|     | Bruno Seidel                   | deutscher Mediziner, Sprichwortsammler und neulateinischer Dichter       |       |       |
|     | John Stubbs                    | englischer Politiker                                                     |       |       |
|     | Mordechai Zemach               | Prager Buchdrucker                                                       |       |       |